# Ciclo de vida do produto (marketing)

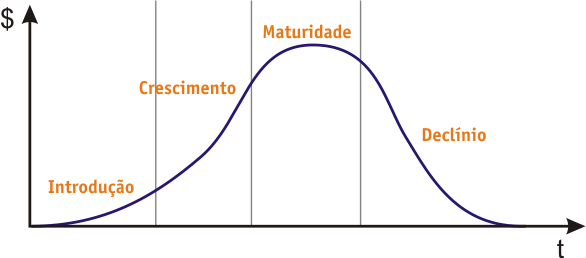
Ciclo de vida do produto

O modelo de ciclo de vida do produto (CVP) é a linha de produção de um produto ou marca. É a sua história completa através de suas fases de vendas: introdução, crescimento, maturidade e declínio.
Ele também é utilizado para a avaliação de uma forma de produto ou até mesmo uma marca de uma empresa em conjunto com a matriz BCG, o que não é considerado adequado dentro da teoria de marketing.[carece de fontes?]
Quando se fala do ciclo de vida de um produto fala-se tanto, por exemplo, de aparelhos de fax, carruagens, fornos de microondas e discos de vinil quanto do sucesso ou fracasso de uma versão específica de um produto.
O ciclo de vida de um produto visa a olhar além das fronteiras da empresa, não se preocupando, necessariamente, com as competências da empresa avaliada. A questão seria (com um exemplo actual): quanto vale a pena investir (em pesquisas tecnológicas e em esforços de mercado) em fitas VHS? Através da análise do ciclo de vida do produto pode-se ter um forte auxílio para esta resposta.
Todo o negócio busca modos de aumentar suas receitas futuras, maximizando o lucro das vendas de produtos e serviços. O fluxo de caixa permite à empresa manter-se viável, investir em desenvolvimento de novos produtos e aumentar a sua equipe de colaboradores. Tudo para buscar adquirir participação de mercado adicional e tornar-se líder em sua indústria.
Um fluxo de caixa (receita) consistente e sustentável vindo das vendas dos produtos é crucial para qualquer investimento de longo prazo. A melhor forma de obter um fluxo de caixa contínuo e estável é com um produto "vaca leiteira" (ver Matriz BCG), um produto líder que tem uma grande participação de mercado em mercados maduros.
Os produtos têm ciclos de vida cada vez mais curtos e muitos produtos em indústrias maduras são revitalizados através da diferenciação e da segmentação do mercado.